# Żarnowiec (Pommeren)
Żarnowiec is een dorp in de Poolse woiwodschap Pommeren. De plaats maakt deel uit van de gemeente Krokowa en telt 761 inwoners.